# 죽봉대로

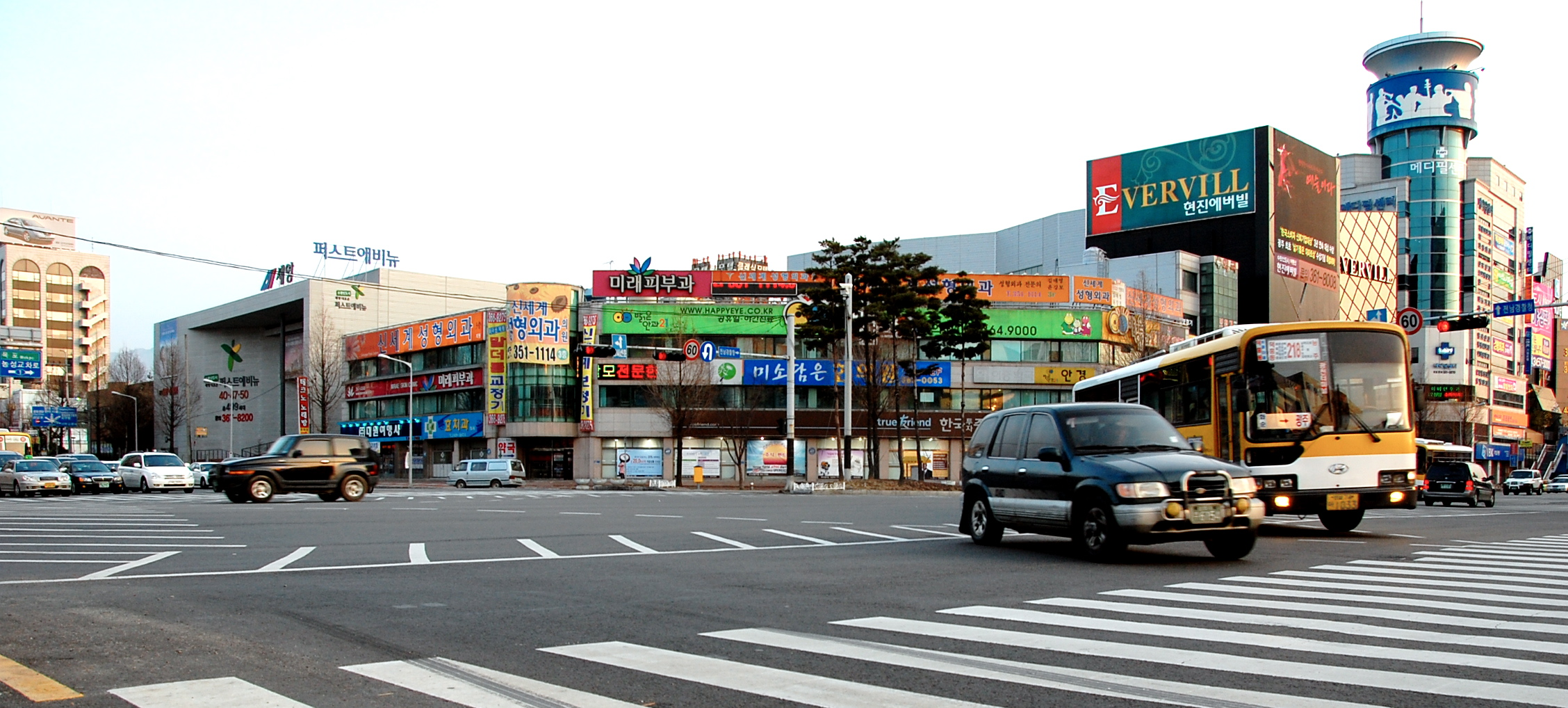
죽봉대로와 무진대로가 교차하는 광천사거리

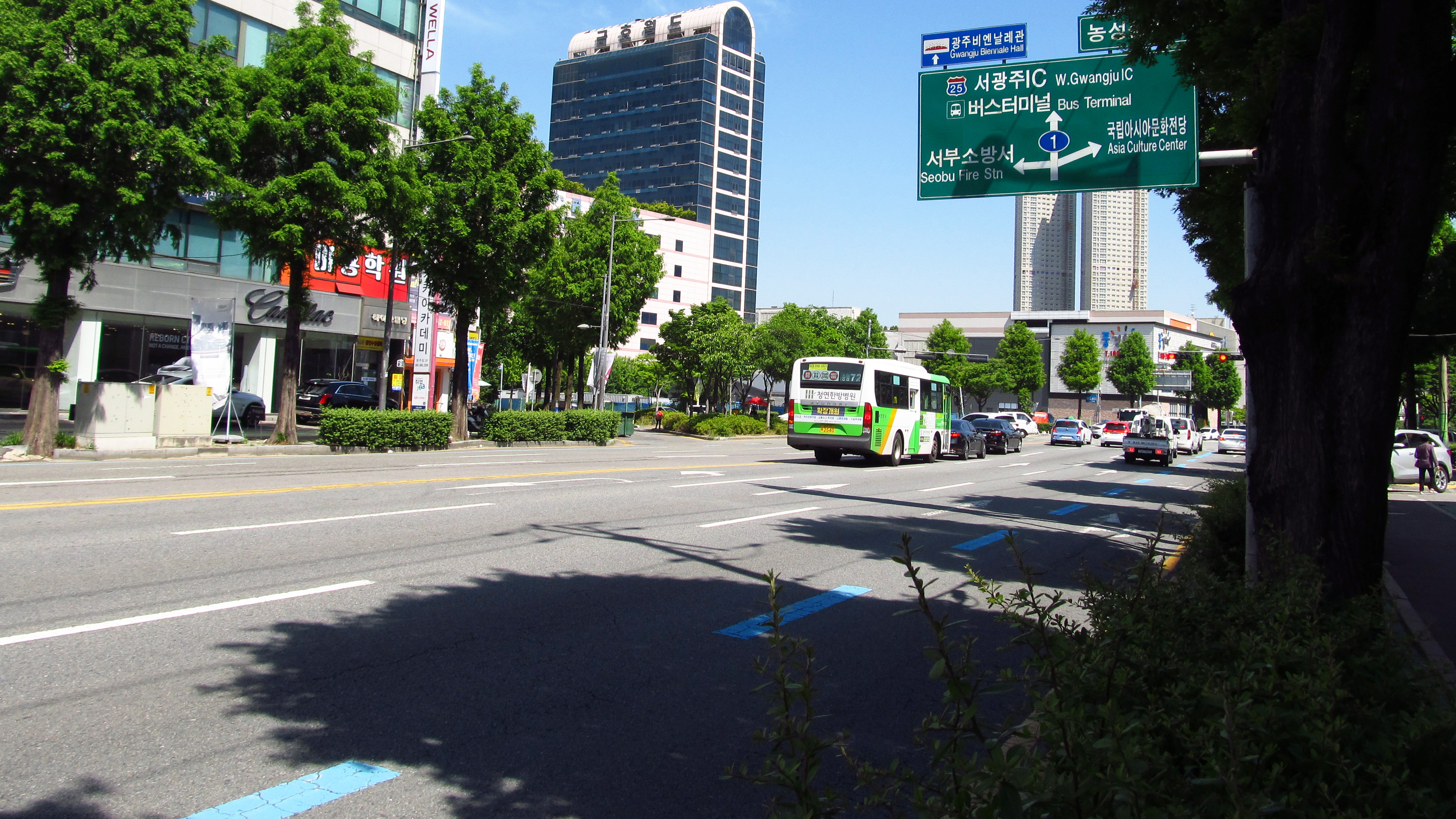
죽봉대로 36 (농성동)

죽봉대로(竹峰大路, Jukbong-daero, 광주광역시도 제27호선)는 광주광역시 서구 농성동 농성 교차로와 북구 운암동 동운고가 북단 교차로를 잇는 광주광역시의 도로이다. 이 도로와 필문대로, 서암대로, 대남대로 4개 도로를 합쳐 제1순환로라 지칭한다. 전 구간 국도 제1호선에 속한다.

## 연혁
- 2009년 7월 27일 : 2개 이상 자치구에 걸쳐있는 도로로 죽봉대로를 고시[1]

## 주요 경유지
광주광역시
- 서구 (농성동 · 화정동 · 광천동) - 북구 운암동

## 노선
전 구간 국도 제1호선에 속하기 때문에 이 노선에 대한 별도 표기는 생략한다.
| 이름                   | 접속 노선                                                                  | 소재지          | 소재지          | 비고            |
| 대남대로와 직결        | 대남대로와 직결                                                            | 대남대로와 직결 | 대남대로와 직결 | 대남대로와 직결 |
| ---------------------- | -------------------------------------------------------------------------- | --------------- | --------------- | --------------- |
| 농성 교차로            | 국도 제22호선 (상무대로)                                                   | 광주광역시      | 서구            |                 |
| 교직원공제회앞 교차로  | 내방로                                                                     | 광주광역시      | 서구            |                 |
| 광천사거리             | 광주광역시도 제15호선 (무진대로)                                           | 광주광역시      | 서구            |                 |
| (제2광천교 남단)       | 광주광역시도 제12호선 (천변좌로) 천변좌하로                                | 광주광역시      | 서구            |                 |
| 제2광천교              |                                                                            | 광주광역시      | 서구            |                 |
| 북구                   |                                                                            | 광주광역시      |                 |                 |
| (제2광천교 북단)       | 광주광역시도 제13호선 (천변우로) 천변우하로                                | 광주광역시      |                 |                 |
| 동운고가 교차로 (남단) | 광주광역시도 제40호선 (하남대로)                                           | 광주광역시      |                 |                 |
| 동운고가               |                                                                            | 광주광역시      |                 |                 |
| 동운고가 교차로 (북단) | 국도 제1호선 (북문대로) 광주광역시도 제30호선 (서암대로) 대자로 비엔날레로 | 광주광역시      |                 |                 |

## 주요 건물 및 시설
- 한국교직원공제회관 (광주광역시 서구 죽봉대로 52)
- 이마트 광주점 (광주광역시 서구 죽봉대로 61)
- 서광주농협 (광주광역시 서구 죽봉대로 107)
- 광천치안센터 (광주광역시 서구 죽봉대로 118)
- 운암2동 행정복지센터 (광주광역시 북구 죽봉대로 214)
- 웨딩그룹 위더스 광주 (광주광역시 서구 죽봉대로 153)